# Eduard Stiefel

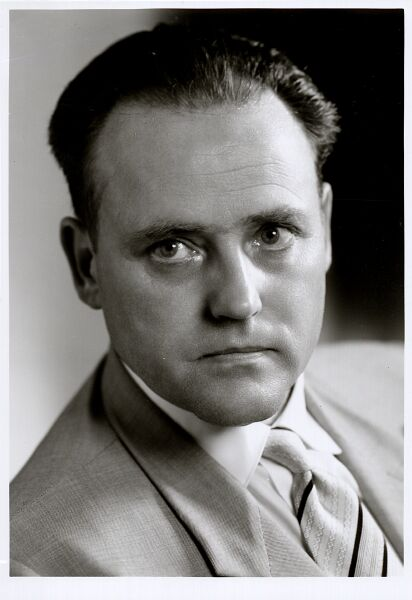
Eduard Stiefel (1955)

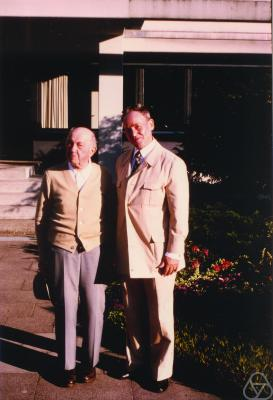
Eduard Stiefel (rechts) zusammen mit Otto Volk in Oberwolfach, 1978

Eduard Ludwig Stiefel (* 21. April 1909 in Zürich; † 25. November 1978 ebenda) war ein Schweizer Mathematiker.

## Biografie

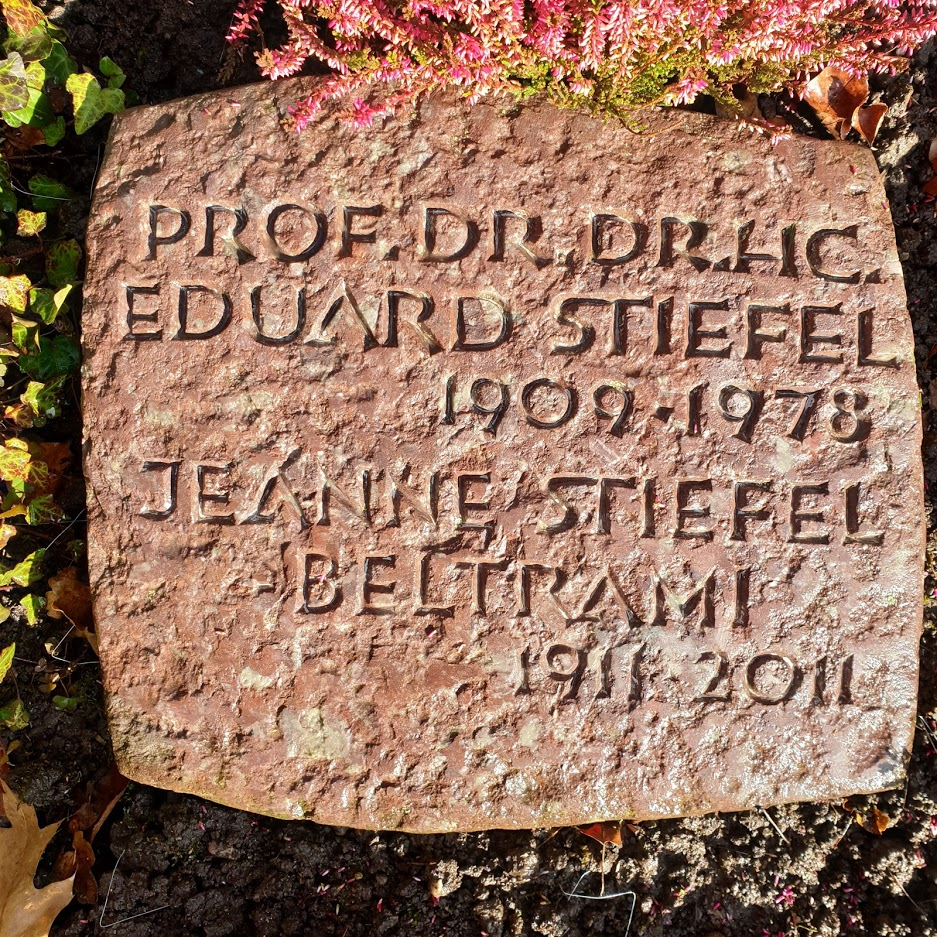
Grab auf dem Friedhof Witikon, Zürich

Eduard Stiefel wurde am 21. April 1909 als Sohn des gleichnamigen bekannten Malers und Grafikers Eduard Stiefel in Zürich geboren. Er durchlief die Schulen seiner Heimatstadt und studierte von 1927 bis 1931 Mathematik und Physik an der ETH Zürich. Er diplomierte 1931 mit Auszeichnung und setzte seine Studien in Hamburg und Göttingen fort. 1935 wurde er an der ETH bei Heinz Hopf mit der Dissertation: Richtungsfelder und Fernparallelismus in n-dimensionalen Mannigfaltigkeiten promoviert. Nach einer Zeit als wissenschaftlicher Assistent wurde er 1942 Privatdozent und 1943 ordentlicher Professor an der ETH.
Stiefel begann mit Arbeiten in der Topologie, u. a. über die Topologie von Liegruppen und Faserbündeln. Eine Sorte charakteristischer Klassen ist nach ihm benannt (Stiefel-Whitney-Klassen). Seine Klassifikation von Faserbündeln auf Sphären hat auch Anwendung in der Klassifikation von Algebren (dargestellt von Friedrich Hirzebruch in Heinz-Dieter Ebbinghaus u. a.: Zahlen, Springer 1992). Später wandte er sich ganz der Numerischen Mathematik zu. Er leitete das 1948 gegründete Institut für Angewandte Mathematik an der ETH, für das er 1949 eine Z4 von Konrad Zuse in Bayern aufspürte, die von Zuse für die ETH gemietet und wieder in Gang gebracht wurde. Die ETH war damit auf dem europäischen Kontinent die erste Hochschule mit einer programmierbaren Rechenmaschine, mit der beispielsweise die Schwergewichtsmauer eines Staudammes berechnet wurde. Später schickte Stiefel seine Assistenten Heinz Rutishauser und Ambros Speiser in die USA, um Rechenmaschinen zu studieren, woraus die ETH-eigene Entwicklung ERMETH hervorging, die von 1955 bis 1963 in Betrieb war.
Stiefel arbeitete auch über Himmelsmechanik, speziell die Berechnung von Satellitenbahnen, und allgemein über Störungstheorie. Eine Regularisierungsmethode von ihm und Paul Kustaanheimo, die Spinoren und eine Transformation im vierdimensionalen Raum anwendet, ist nach ihm benannt. Stiefel erhielt Forschungsaufträge von der ESA (bzw. ihrer Vorläuferin ESRO) und der NASA. 1966 bis 1970 war er Präsident des Schweizerischen Komitees für Raumforschung.
Stiefel, der die Vorlesungen von Issai Schur über Darstellungstheorie 1936 an der ETH herausgegeben hatte, schrieb u. a. ein Buch über Gruppentheorie und eines über Darstellende Geometrie.
1952 entwickelte er mit Magnus Hestenes das Verfahren der konjugierten Gradienten in der numerischen linearen Algebra.
1956 war er Präsident der Schweizerischen Mathematischen Gesellschaft. 1970 bis 1974 war er Präsident der Gesellschaft für Angewandte Mathematik und Mechanik.
Er war Mitglied der norwegischen Akademie der Wissenschaften und der Leopoldina und war Ehrendoktor der KU Leuven (Löwen, 1971), der Universität Würzburg (1974) und der Universität Braunschweig (1975). 1968 hatte er eine Gastprofessur an der Freien Universität Brüssel. Stiefel war ausserdem Oberst der Artillerie in der Schweizer Armee und 1958 bis 1966 im Gemeinderat von Zürich für den Landesring der Unabhängigen.
1954 hielt er einen Plenarvortrag auf dem Internationalen Mathematikerkongress in Amsterdam (Recent developments in relaxation techniques).
Bei Stiefel wurden u. a. Ambros Speiser, Peter Henrici, Urs Kirchgraber, Fritz-Rudolf Güntsch, Max Rössler und Jörg Waldvogel promoviert.

## Schriften
- Richtungsfelder und Fernparallelismus in n-dimensionalen Mannigfaltigkeiten. In: Commentarii Mathematici Helvetici. Band 8, 1935/1936, S. 305–353. (Dissertation).
- Über Richtungsfelder in den projektiven Räumen und einen Satz aus der reellen Algebra. In: Commentarii Mathematici Helvetici. Band 13, 1940/1941, S. 201–218.
- Über eine Beziehung zwischen geschlossenen Lie’schen Gruppen und diskontinuierlichen Bewegungsgruppen euklidischer Räume und ihre Anwendung auf die Aufzählung der einfachen Lie’schen Gruppen. In: Commentarii Mathematici Helvetici. Band 14, 1941/1942, S. 350–380. (Klassifikation der einfachen Lie-Gruppen).
- Kristallographische Bestimmung der Charaktere der geschlossenen Lie’schen Gruppen. In: Commentarii Mathematici Helvetici. Band 17, 1944/1945, S. 165–200.
- Lehrbuch der darstellenden Geometrie (= Lehrbücher und Monographien aus dem Gebiete der exakten Wissenschaften. 11, ZDB-ID 503783-9 = Lehrbücher und Monographien aus dem Gebiete der exakten Wissenschaften. Mathematische Reihe. 6). Birkhäuser Basel 1947.
- Mit Heinz Rutishauser, Ambros Speiser: Programmgesteuerte digitale Rechengeräte (elektronische Rechenmaschinen). In: Zeitschrift für Angewandte Mathematik und Physik (ZAMP). Teil 1: Band 1, Nr. 5, 1950, S. 277–297, doi:10.1007/BF02112364; Teil 2: Band 1, Nr. 6, 1950, S. 339–362, doi:10.1007/BF02008909; Teil 3: Band 2, Nr. 2, 1951, S. 1–25, doi:10.1007/BF02589810; Schluß: Band 2, Nr. 2, 1951, S. 63–92, doi:10.1007/BF02586200; (Gemeinsam: (= Mitteilungen aus dem Institut für angewandte Mathematik an der eidgenössischen Technischen Hochschule in Zürich. 2, ISSN 0514-8146). Birkhäuser, Basel 1951).
- Über einige Methoden der Relaxationsrechnung. In: Zeitschrift für Angewandte Mathematik und Physik (ZAMP). Band 3, Nr. 1, 1952, S. 1–33, doi:10.1007/BF02080981.
- Relaxationsmethoden bester Strategie zur Lösung linearer Gleichungssysteme. In: Commentarii Mathematici Helvetici. Band 29, 1955, S. 157–179.
- Einführung in die numerische Mathematik (= Leitfäden der angewandten Mathematik und Mechanik. 2, ZDB-ID 504059-0). Teubner Stuttgart 1961 (englisch: Introduction to numerical mathematics. Academic Press, New York NY 1963).
- Methoden der mathematischen Physik. 2 (in 3) Bände. Verlag der Fachvereine, Zürich 1965–1974;
  - Band 1: Gehalten im SS 1965 an der ETH in Zürich. 1965;
  - Band 2: Gehalten im SS 1966 an der ETH in Zürich. 1968;
  - Band 2a: Darstellungstheorie mit Ergänzungen. 1974, ISBN 3-7281-0914-2.
- Die Renaissance der Himmelsmechanik. In: Elemente der Mathematik. Band 19, Nr. 5, 1964, S. 97–15.
- mit Paul Kustaanheimo: Perturbation theory of Kepler motion based on spinor regularization. In: Journal für die reine und angewandte Mathematik. Band 218, 1965, S. 204–219.
- mit Hans R. Schwarz, Heinz Rutishauser: Numerik symmetrischer Matrizen (= Leitfäden der angewandten Mathematik und Mechanik. 11). Teubner Stuttgart 1968.
- mit Gerhard Scheifele: Linear and regular celestial mechanics. Perturbed two-body motion, numerical methods, canonical theory (= Grundlehren der mathematischen Wissenschaften. 174). Springer, Berlin u. a. 1971, ISBN 3-540-05119-8.
- mit Urs Kirchgraber: Methoden der analytischen Störungsrechnung und ihre Anwendungen (= Leitfäden der angewandten Mathematik und Mechanik. 44). Teubner, Stuttgart 1978, ISBN 3-519-02346-6.
- mit Albert Fässler: Gruppentheoretische Methoden und ihre Anwendung. Eine Einführung mit typischen Beispielen aus Natur- und Ingenieurwissenschaften (= Leitfäden der angewandten Mathematik und Mechanik. 46). Teubner, Stuttgart 1979, ISBN 3-519-02348-2 (englisch: Group theoretical methods and their applications. Birkhäuser, Boston MA u. a. 1992, ISBN 3-7643-3527-0).